# Arctocebus calabarensis
Arctocebus calabarensis là một loài động vật có vú trong họ Lorisidae, bộ Linh trưởng. Loài này được J. A. Smith mô tả năm 1860.

## Hình ảnh

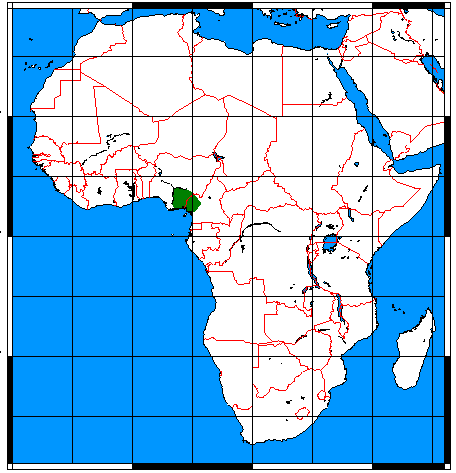
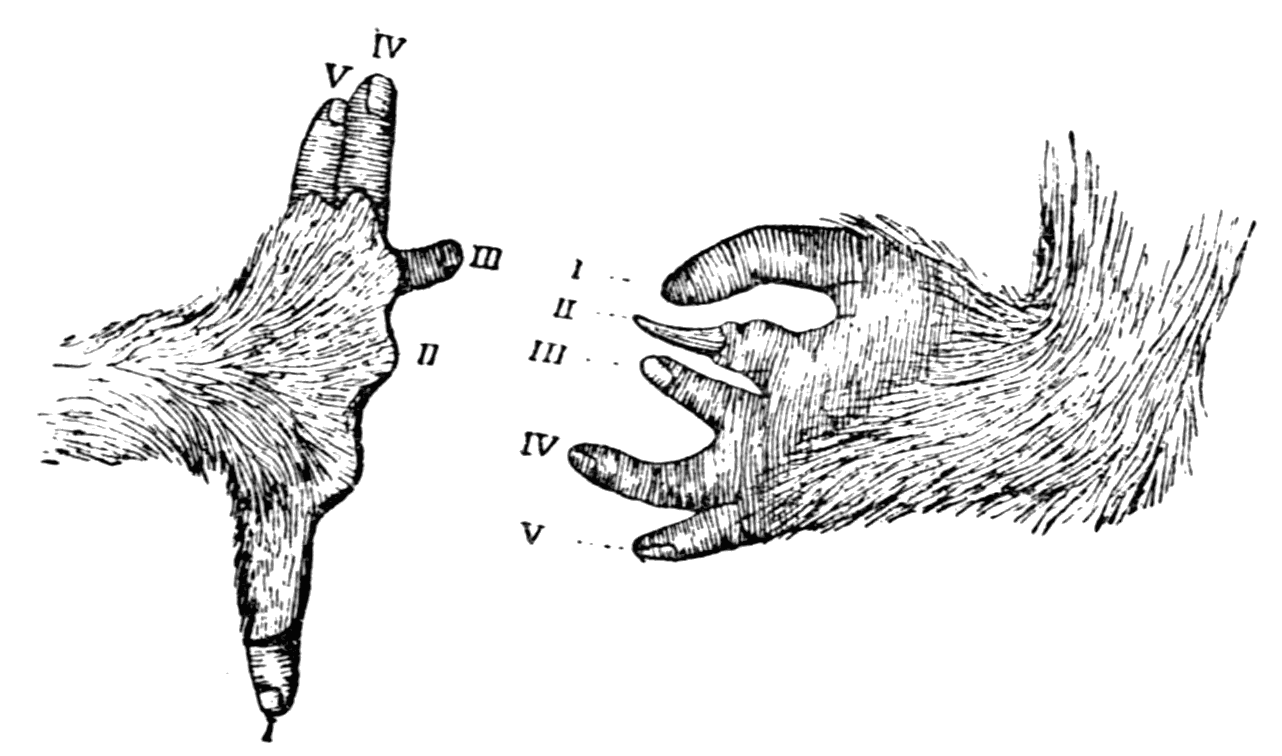